# 高家村 (山梨県)
高家村（こうけむら）は山梨県東八代郡にあった村。現在の笛吹市八代町高家にあたる。

## 歴史
- 1889年（明治22年）7月1日 - 町村制の施行により、近世以来の高家村が単独で自治体を形成。
- 1941年（昭和16年）4月1日 - 南八代村・北八代村・岡村・増田村と合併して八代村が発足。同日高家村廃止。